# Bauch (Klinge)

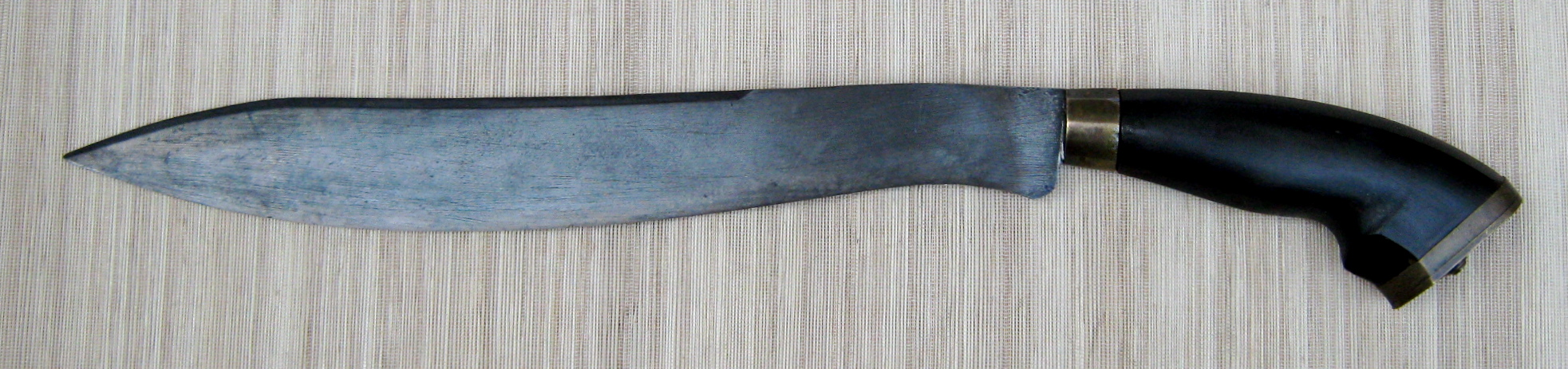
Bolo-Messer mit bauchiger Klinge

Als Bauch oder auch bauchige Klinge, bauchig bezeichnet man Klingen, deren Schneidenbereich stark nach unten ausgewölbt sind. Diese Klingenform kommt oft bei Waffen vor, die als Hau- oder Buschmesser benutzt werden. Beispiel: Bolo, Machete. Durch das nahe der Klingenspitze liegende Gewicht erhöht sich die Schlagwucht.